# (24655) 1987 QH
(24655) 1987 QH est un astéroïde de la ceinture principale d'astéroïdes découvert en 1987.

## Description
(24655) 1987 QH a été découvert le 25 août 1987 à l'observatoire Palomar, situé au nord de San Diego en Californie, par Stephen Singer-Brewster.

### Caractéristiques orbitales
L'orbite de cet astéroïde est caractérisée par un demi-grand axe de 2,37 UA, un périhélie de 1,68 UA, une excentricité de 0,29 et une inclinaison de 8,24° par rapport à l'écliptique. Du fait de ces caractéristiques, à savoir un demi-grand axe compris entre 2 et 3,2 UA et un périhélie supérieur à 1,666 UA, il est classé, selon la JPL Small-Body Database, comme objet de la ceinture principale d'astéroïdes.

### Caractéristiques physiques
(24655) 1987 QH a une magnitude absolue (H) de 14,2 et un albédo estimé à 0,045.